# Stephen Allen

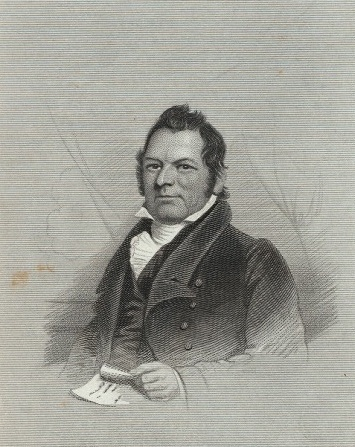
Stephen Allen

Stephen Allen (* 2. Juli 1767; † 28. Juli 1852 in der Bronx, New York) war ein US-amerikanischer Politiker. Zwischen 1821 und 1824 war er Bürgermeister von New York City.

## Werdegang
Stephen Allen wuchs nach dem frühen Tod seines Vaters bei einem Onkel und seiner Tante in New York City auf. Dort erlebte er die Zeit der britischen Besetzung während des Unabhängigkeitskrieges. In seinen Erinnerungen schildert er, wie seine Tante amerikanische Kriegsgefangene, die sehr schlecht ausgestattet waren, mit Suppe versorgte. Er absolvierte eine Lehre als Seilmacher und arbeitete später auch in diesem Beruf. Während des Britisch-Amerikanischen Krieges von 1812 belieferte er die United States Navy mit Segeltüchern und kam dabei zu einem beträchtlichen Reichtum. Später arbeitete er auch in der Immobilienbranche sowie im Bankgewerbe. Zwischenzeitlich war er auch als Richter tätig.
Gleichzeitig schlug er eine politische Laufbahn ein. Seine Parteizugehörigkeit wird in den Quellen allerdings nicht erwähnt. Zwischen 1821 und 1824 war er Bürgermeister von New York. In dieses Amt wurde er 1821 vom Council of Appointment berufen. Seine weiteren Ernennungen erfolgten nach einer Gesetzesreform durch den Stadtrat. In seiner Zeit als Bürgermeister wurde das Gefängnis Sing Sing gegründet. Außerdem setzte sich Allen für die Verbesserung der Wasserversorgung und der Qualität des Trinkwassers ein. Das Stadtgebiet von New York erstreckte sich bis 1898 im Wesentlichen auf den heutigen Stadtteil Manhattan. Nach der Fusion mit der Bronx, Brooklyn, Queens und Staten Island im Jahr 1898 entstand das New York in seinen heutigen Grenzen.
Im Jahr 1826 wurde Stephen Allen in die New York State Assembly gewählt; von 1829 bis 1832 gehörte er dem Staatssenat an. Er war bis zu seinem Tod in viele gesellschaftliche und soziale Vorhaben involviert. Er starb im Alter von 85 Jahren bei einer Schiffskatastrophe auf dem Hudson River auf der Höhe der Bronx, als der Dampfer Henry Clay in Brand geriet und sank.